# Forrocore
Le forrocore, également orthographié forró-core, est un genre musical mêlant le forró et le punk hardcore, rendu célèbre par le duo Raimundos/Zenilton,,.

## Histoire
« Avec les Ramones, Zenilton est notre grande influence », déclare en 1996 Digão, le guitariste du groupe originaire de Brasilia, à propos du chanteur et accordéoniste qui est devenu une référence en matière de forró à double sens (portugais : forró de duplo sentido)
Le mélange de rock et de baião a déjà été utilisé par des pionniers du rock brésilien tels que Raul Seixas et Eduardo Araújo. Dans les cercles chrétiens, il existe également une certaine influence, notamment la chanson Baião écrite par Janires et interprétée par le groupe Rebanhão. Un autre groupe qui a utilisé ce rythme est Catapulta.
Considéré comme l'un des meilleurs guitaristes du Brésil, Robertinho do Recife est également reconnu comme l'un des grands participants au mouvement. Avec son groupe MetalMania, il partage la scène avec plusieurs groupes internationaux tels que : Quiet Riot, Deep Purple, Judas Priest, Accept, et fait également une apparition spéciale lors de la performance de Manowar au Monsters of Rock 2015 à São Paulo.